# Sylwia Wysocka
Sylwia Wysocka (ur. 5 października 1962 w Garwolinie) – polska aktorka teatralna i filmowa.

## Życiorys
Absolwentka XIV Liceum Ogólnokształcącego im. Stanisława Staszica (dawny Gottwald) w Warszawie. W 1984 ukończyła studia na Wydziale Aktorskim PWSFTviT w Łodzi. Występowała w teatrach warszawskich: Kwadrat, Na Woli (1984–1986), Narodowym (1986), Syrena. Grała w przedstawieniach Teatru TV i słuchowiskach Teatru Polskiego Radia.  
Jest jedną z bohaterek książki Siła codzienności (autor Marzanna Graff).

## Filmografia
- 1984: 1944 jako Maria
- 1984: Michał jako Maria
- 1985: Na wolność jako Cześka
- 1985: Diabeł jako młoda kobieta
- 1986: Zmiennicy
- 1987: Anioł w szafie jako asystentka Jana, Maria
- 1987: Ballada o Januszku
- 1987: Zad wielkiego wieloryba jako Anna
- 1987: Cyrk odjeżdża jako Wiesia Winczewska
- 1988: Męskie sprawy
- 1988: Oszołomienie
- 1988: Gdzieśkolwiek jest, jeśliś jest... jako baletnica
- 1988: Niezwykła podróż Baltazara Kobera jako dziewczyna Garganelli
- 1988–1991: W labiryncie jako Elżbieta, synowa Marii
- 1988: Kolory kochania jako nauczycielka Marta, miłość Orkana
- 1989: Tutajosok
- 1989: Mefisto Walc jako Anna
- 1990: Silniejsi nez ja jako Kristyna
- 1990: Istennok es hosok jako Rea
- 1990: Domena władzy (Eminent Domain) jako sekretarka Miry
- 1990: Napoleon jako Teresa Cabarrus de Talien
- 1990: Gorzka miłość jako Hanna Powiłańska
- 1990: Gorzka miłość (serial tv) jako Hanna Powiłańska
- 1991: Rozmowy kontrolowane jako Lucynka, kochanka Ochódzkiego, podwładna Molibdena
- 1991: Siódme piekło jako Francoise, przyjaciółka Valerie
- 1991: Une petite vie tranguille jako Marinette
- 1991: Cynga jako Tereska
- 1991: Przeklęta Ameryka jako Monika
- 1993: Balanga jako dziennikarka
- 1994: Jest jak jest jako Nina, żona Kabulaka
- 1994–1995: Fitness Club jako Sylwia
- 1996: Wezwanie jako sędzia
- 1998: Ach, te okienka jako mama
- 1999: O dwóch takich, co nic nie ukradli jako gospodyni księdza
- 1999: Policjanci jako Danuta, żona Markusa
- 1999–2000: Czułość i kłamstwa jako Cyfra, nauczycielka informatyki
- 2000: To my jako matka Agaty
- 2000: Sukces jako sędzia w Nowym Mieście
- 2000: Graczykowie jako Wanda
- 2000: Tygrysy Europy 2 jako Chrapkowa
- 2000–2011: Plebania jako Barbara Wojciechowska
- 2001: Graczykowie jako Zyta
- 2002: Chopin. Pragnienie miłości jako hrabina Maria d'Agoult
- 2002: Graczykowie, czyli Buła i spóła jako Irena Machełek
- 2002–2004: Samo życie jako Marta Ignis
- 2005: Lawstorant jako Alicja, przyjaciółka Joanny
- 2006: Wszyscy jesteśmy Chrystusami jako dentystka
- 2006–2007 Klan jako Alina Rogowska
- 2007: Twarzą w twarz jako sekretarka Zarzyckiego
- 2009: Popiełuszko. Wolność jest w nas jako sekretarka ministra Łopatki
- 2010: Cisza wrześniowa
- 2011: Ojciec Mateusz jako Renata Radosz
- 2011: Klajmax jako żona Adama
- 2014: Ojciec Mateusz jako Mrozowa
- 2015:Klan jako Alina Rogowska
- 2016: Przyjaciółki jako dyrektorowa[1]
- 2016: Ojciec Mateusz jako Mira Nowaczek[1]
- 2016: Barwy szczęścia jako Grzybowska, matka Michała Grzybowskiego[1]
- 2016: Na dobre i na złe jako Basia Trzos[1]
- 2017: Na Wspólnej jako Teresa Boska[1]
- 2017: Blondynka jako inspektor komendy powiatowej[1]
- 2018: Barwy szczęścia jako Grzybowska, matka Michała Grzybowskiego[1]
- 2018–2019: W rytmie serca jako Barbara Zych[1]
- 2020–2022: Święty jako Aldona[1]
- 2022: Ojciec Mateusz jako Emma Kufel[1]
- od 2022: Na Wspólnej jako Teresa Boska[1]
- od 2023: Klan jako Alina Rogowska[1].

## Nagrody
- 1988: nagroda dla najlepszej aktorki na KSF Młodzi i film – Koszalin za film Zad wielkiego wieloryba[1]